# Juho Talvitie
Juho Talvitie (Tampere, 25 maart 2005) is een Fins voetballer die doorgaans als aanvaller speelt. Hij komt uit voor NAC Breda, dat hem huurt van Lommel SK.

## Clubcarrière
Talvitie genoot zijn jeugdopleiding bij FC Ilves. In de zomer van 2021 maakte hij op zijn zestiende de overstap naar de Belgische tweedeklasser Lommel SK. Op 15 september 2021 maakte hij er zijn officiële debuut in het eerste elftal: in de bekerwedstrijd tegen Diegem Sport (2-4-winst) kreeg hij, amper twee dagen na zijn debuut bij de beloften, een basisplaats van trainer Peter van der Veen. Op 1 oktober 2021 maakte hij vervolgens zijn debuut in Eerste klasse B: op de zevende competitiespeeldag mocht hij tegen KVC Westerlo in de 63e minuut invallen voor Agustin Anello. 
Vanaf het seizoen 2023/24 kreeg Talvitie meer speelminuten. Op 7 februari 2024 scoorde hij zijn eerste doelpunt voor de club, tegen Beerschot VA (3-0).
Voor het seizoen 2024/25 werd Talvitie door Lommel uitgeleend aan Heracles Almelo, dat uitkwam in de Eredivisie. Hij debuteerde in de eerste speelronde tegen Sparta Rotterdam (0-0). Twee weken later scoorde hij zijn eerste doelpunt tegen Willem II, op aangeven van Mario Engels (1-1).
Voor het seizoen 2025/2026 is Talvitie verhuurd aan NAC Breda. Op 17 Augustus, in zijn 2e wedstrijd voor NAC, scoorde Talvitie zijn eerste en tevens het winnende doelpunt in de thuiswedstrijd tegen Fortuna Sittard (2-1)

## Interlandcarrière
Talvitie speelde voor verschillende jeugdelftallen van Finland, waaronder een kwalificatiereeks voor het EK –21 van 2025. 
Op 4 juni 2024 debuteerde Talvitie in het Fins nationaal elftal, in een oefeninterland tegen Portugal (2-4).
| Interlands van Juho Talvitie voor Finland | Interlands van Juho Talvitie voor Finland | Interlands van Juho Talvitie voor Finland | Interlands van Juho Talvitie voor Finland | Interlands van Juho Talvitie voor Finland | Interlands van Juho Talvitie voor Finland |
| №                                         | Datum                                     | Wedstrijd                                 | Uitslag                                   | Competitie                                | Goals                                     |
| ----------------------------------------- | ----------------------------------------- | ----------------------------------------- | ----------------------------------------- | ----------------------------------------- | ----------------------------------------- |
| 1                                         | 4 juni 2024                               | Portugal – Finland                        | 4 – 2                                     | Vriendschappelijk                         | 0                                         |
| 2                                         | 7 juni 2024                               | Schotland – Finland                       | 2– 2                                      | Vriendschappelijk                         | 0                                         |

Bijgewerkt op 7 maart 2025.

## Clubstatistieken
| Seizoen         | Club              | Land               | Competitie      | Competitie | Competitie | Beker | Beker | Intern. | Intern. | Totaal | Totaal |
| Seizoen         | Club              | Land               | Competitie      | Wed.       | Dlp.       | Wed.  | Dlp.  | Wed.    | Dlp.    | Wed.   | Dlp.   |
| --------------- | ----------------- | ------------------ | --------------- | ---------- | ---------- | ----- | ----- | ------- | ------- | ------ | ------ |
| 2021/22         | Lommel SK         | Vlag van België    | Eerste klasse B | 6          | 0          | 1     | 0     | —       | —       | 7      | 0      |
| 2022/23         | Lommel SK         | Vlag van België    | Eerste klasse B | 17         | 3          | 0     | 0     | —       | —       | 17     | 3      |
| 2023/24         | Lommel SK         | Vlag van België    | Eerste klasse B | 35         | 4          | 0     | 0     | —       | —       | 35     | 4      |
| 2024/25         | → Heracles Almelo | Vlag van Nederland | Eredivisie      | 21         | 3          | 5     | 1     | —       | —       | 26     | 4      |
| 2025/26         | → NAC Breda       | Vlag van Nederland | Eredivisie      | 2          | 1          | 0     | 0     | —       | —       | 2      | 1      |
| Carrière totaal | Carrière totaal   | Carrière totaal    | Carrière totaal | 81         | 11         | 6     | 1     | 0       | 0       | 87     | 12     |

Bijgewerkt op 7 maart 2025.